# Episparis monochroma
Episparis monochroma là một loài bướm đêm trong họ Erebidae.